# X-COM
X-COM é uma série de jogos de computador, iniciada pela MicroProse em 1993. Os três primeiros títulos eram de jogos de estratégia enquanto o quarto foi um misto de estratégia e combate espacial. A primeira parte, UFO: Enemy Unknown lançado na Europa (também conhecido como X-COM: UFO Defense na América do Norte) foi escrita pelo time liderado por Julian Gollop. A MicroProse gostou do trabalho dos irmãos Gollop, mas queria algo "grandioso". Após o sucesso de X-COM: UFO Defense, os irmãos Gollop começaram direto a trabalhar no X-COM: Apocalypse, que acabou sendo o terceiro da série, sendo lançado em 1997. A MicroProse rapidamente tinha um time interno criando a sequência X-COM: Terror from the Deep.
Todos os títulos foram desenvolvidos para o IBM PC, com algumas versões de menos sucesso para o PlayStation e Amiga. O primeiro dos três títulos foi originalmente desenvolvido para rodar no DOS; e foi subsequetemente trazido ao Microsoft Windows usando o DirectX. X-COM: UFO Defense foi o jogo de computador mais vendido em 1995.
Uma nova versão do X-COM: Enemy Unknown foi lançada em 2012 com versões para Windows, Xbox 360, PlayStation 3, Linux, OS e smartphones, pela 2K Games, seguida de The Bureau: XCOM Declassified (uma espécie de jogo de tiro em primeira pessoa) e XCOM: Enemy Within (expansão do X-COM de 2012), ambos lançados em 2013.

## Enredo
A premissa da série é bem simples e direta, com variações entre os títulos: um exército de alienígenas começou a invadir a Terra, matando e escravizando a raça humana. O jogo visualmente se assemelha à série clássica de televisão da BBC: UFO. Apesar da história clichê, a implementação é séria e cuidadosamente detalhada para dar uma impressão "autêntica".
Em todos os jogos, o jogador é posto no comando da X-COM, a Unidade de Combate a Extraterrestres, no ano de 1999 (um futuro próximo, visto que o jogo foi lançado em 1993). Ao defender os países (inicialmente Austrália, Brasil, Canadá, China, Egito, França, Alemanha, Índia, Itália, Japão, Nigéria, Rússia, Espanha, UK e USA) da invasão inimiga, o jogador ganha maior suporte monetário. Qualquer nação pode parar de dar suporte se o serviço da X-COM for insatisfatório ou se o governo da nação tiver sido infiltrado pelos invasores. Através de pesquisas feitas com os artefatos alienígenas capturados, a X-COM é capaz de desenvolver melhores e mais poderosas armas, armaduras e veículos para combater a ameaça alienígena e eventualmente revelar a sua verdadeira natureza.

## Jogabilidade
O jogo possuí duas visões principais: a Geoscape e a Battlescape, uma dicotomia que marca a série inteira.
A Geoscape consiste numa visão global da Terra do espaço. O jogador pode ver as bases da X-COM (localizadas em vários pontos do globo), fazer mudanças nelas, equipar a X-COM, ordenar suprimentos e pessoal, direcionar os esforços de pesquisa, agendar a produção de equipamentos avançados e vender artefatos alienígenas para aumentar o capital. O tempo no Geoscape é contínuo e não baseado em turnos.
O jogo troca para uma visão de combate isométrica da Battlescape sempre que a tripulação do X-COM entra em contato com unidades alienígenas. Isso pode ser resultado de investigações a naves inimigas abatidas, combatendo as atividades terroristas alienígenas ou atacando uma base inimiga durante o jogo. Os alienígenas também podem ser encontrados se eles tentarem atacar ou se infiltrar em uma da bases da X-COM.
Na visão Battlescape, os combatentes da X-COM são colocados contra os inimigos alienígenas. Em adição à tripulação, o jogador pode ter veículos como plataformas de artilharia pesada com poderosos lasers ou lançadores múltiplos de foguetes. Esse modo é baseado em turnos e cada combatente tem um número de "unidades de tempo" que podem ser gastas em cada turno. Quando todos os alienígenas são neutralizados, a missão acaba. A pontuação é baseada no número de unidades da X-COM mortas; civis salvos; alienígenas mortos ou capturados; e o número de artefatos alienígenas obtidos.

## A série
A série completa incluem os títulos:
- X-COM: UFO Defense (também conhecido como UFO: Enemy Unknown e X-COM Enemy Unknown);
- X-COM: Terror from the Deep;
- X-COM: Apocalypse;
- X-COM: Interceptor;
- X-COM: Email games;
- X-COM: Enforcer;
- X-COM: Enemy Unknown;
- The Bureau: XCOM Declassified;
- X-COM: Enemy Within;
- X-COM 2;
- X-COM: Chimera Squad.

Os dois primeiros jogos foram indiscutivelmente os mais populares e de maior sucesso da série. O primeiro foi nomeado "Jogo do Ano" por diversas revistas de jogos. O Apocalypse trouxe diversas novas direções para a série, introduzindo um sistema de combate em tempo real, em adição ao sistema baseado em turnos que atraiu diversas críticas; e a estética que foi mudada para menos sinistra e mais estilo futurista. Após o Interceptor, a Hasbro Interactive comprou a MicroProse e adquiriu a marca X-COM.
Outros três títulos foram planejados para a série. Todos foram abortados quando a Hasbro fechou a Hasbro Interactive em 1999 e 2000.
- X-COM: Genesis;
- X-COM: Alliance;
- X-COM: Dreamland.

A Hasbro vendeu toda a propriedade intelectual da Hasbro Interactive para a Infogrames (agora Atari) quando fechou seus estúdios. Em 2005, a empresa Take Two Interactive adquiriu os direitos da série X-COM da Atari. Em 9 de outubro de 2012, a Firaxis Games lançou uma nova linha de jogos baseados no universo X-COM, incluindo um remake do primeiro jogo, agora ambientado em 2015. Com o sucesso do jogo que ganhou diversos prêmios de "Jogo do Ano" em 2012, a empresa lançou mais uma expansão, a X-COM: Enemy Within (que pode ser jogada independentemente); e um jogo de tiro tático, The Bureau: XCOM Declassified, ambos em 2013.
Em março de 2020, a 2K Games anunciou um novo spin off à série, intitulado de X-COM: Chimera Squad. O jogo, com data de lançamento de 24 de abril, decorre cinco anos após os acontecimentos de X-COM 2.

## Sucessores em "espírito"
Por causa da popularidade do jogo, outros desenvolvedores de jogos criaram jogos com tema e tom similares ao da série X-COM. O nível que eles se assemelham à série original varia.
UFO: Aftermath é um jogo single player influenciado imensamente pela série X-COM. Durante seu desenvolvimento, os desenvolverdores solicitaram comentários da comunidade de fãs da X-COM. No entanto, eles enfatizaram que o jogo deles, apesar de similar, não era um jogo da X-COM. O jogo é ambientado nas consequências de um ataque aliegígena à Terra. UFO: Aftershock, a sequência do Aftermath, lançado em 2005, é um jogo bastante similar com melhorias nos gráficos e alguns outros aprimoramentos. Como o título anterior, não é um jogo X-COM, e difere um pouca na estratégia. O jogo se situa após a humanidade ser forçada a sair da Terra, e mostra o seus esforços para retomá-la. O UFO: Afterlight é o último lançamento da série UFO, se situa em Marte.
Em 2005, a desenvolvedora Codo Technologies (formada por diversos membro do time original da X-COM), e a distribuidora Namco lançaram o jogo Rebelstar: Tactical Command para o Game Boy Advance. Apesar de não oficialmente para da série X-COM, a combinação do sistema de combate por turnos e o tema de invasão alienígena fez com que muitos fãs considerassem o jogo como um sucessor em espírito da X-COM. O mesmo aconteceu com o lançamento Laser Sq Nemesis em 2005, que tem a jogabilidade similar aos três primeiros jogos da série X-COM.
UFO2000 é um remake de código aberto do X-COM: UFO Defense, adicionando novos gráficos, suporte multiplayer, mapas e mais.
UFO: Extraterrestrials da Chaos Concept é centrada em uma sequência não oficial da série X-COM, onde estão presente missões baseadas em turnos, pesquisas e a familiar visão Geoscape na qual o jogado precisa abater os OVNIs. O lançamento foi marcado para 16 de abril de 2007, após vários atrasos no desenvolvimento.
UFO: Alien Invasion é um jogo de computador, altamente influênciado pela série X-COM, principalmente pelo X-COM: UFO Defense, no qual o jogador tem que lutar contra os alienígenas que estão tentando tomar o controle sobre a Terra. O jogo é um projeto da SourceForge; e é licenciado sobre a GPL. É baseado na engine modificada de Quake II; e roda sobre em ambos Linux e Windows. A maior parte dos aspectos do jogo ainda está em desenvolvimento.

## Prêmios
X-COM: UFO Defense foi votado como "melhor jogo de PC de todos os tempos" pela equipe do site IGN em 2007. A série X-COM aparece como número 22 da Computer Gaming World's, lista dos melhores jogos de todos os tempos em 1996.